# The Concert For Bangladesh

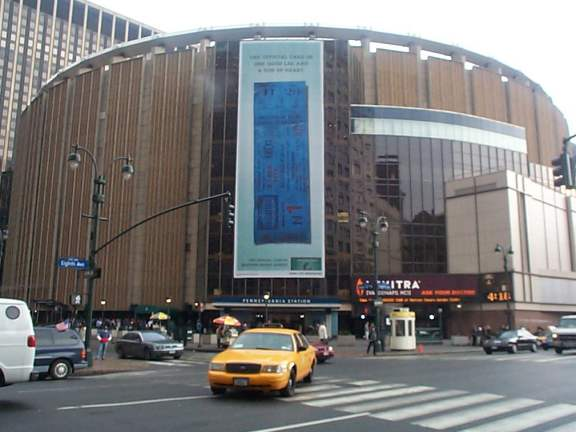
Konserterna hölls i Madison Square Garden.

The Concert For Bangladesh (Konsert för Bangladesh) var två konserter som avhölls på eftermiddagen och kvällen den 1 augusti 1971 i Madison Square Garden i New York för totalt 40 000 åhörare. Konserterna hade arrangerats av George Harrison och utgavs senare som ett livealbum med titeln The Concert for Bangla Desh.
Som världens första stödkonsert har den bildat mönster för bland andra Live Aid, Band Aid och Live 8.

## Bakgrund
Under Bangladeshs befrielsekrig  tvingades miljontals människor att fly undan striderna i det som nu är Bangladesh. Området drabbades av kraftig nederbörd och stora översvämningar och situationen  utvecklades till en humanitär  katastrof.
Den bengalska musikern Ravi Shankar ville hjälpa till och bad vännen George Harrison om råd. Harrison skrev låten Bangladesh, som släpptes på singel till förmån för de drabbade. Han fick också Apple Records till att ge ut Ravi Shankars EP Joi Bangla samt tog initiativ till en stödkonsert i Madison Square Garden.
Han tog kontakt med världskända  musiker som Eric Clapton, Bob Dylan Billy Preston och Leon Russell samt lokala musiker som Ali Akbar Khan, Alla Rakha och Ravi Shankar. John Lennon, som först hade tackat ja, ändrade sig två dagar före konserten men Ringo Starr ställde upp.
Konserten rönte en enorm uppmärksamhet och biljetterna sålde slut på några timmar. En dokumentärfilm spelades in under konserten och George Harrison och Phil Spector producerade ett trippelalbum på
Apple Records som också finns på dubbel-CD. Albumet tilldelades en Grammy Award som Årets Album 1973.